# Michaił Mołodienski
Michaił Siergiejewicz Mołodienski, ros.: Михаил Сергеевич Молоденский (ur. 3 czerwca?/16 czerwca 1909, zm. 12 listopada 1991) – sowiecki uczony z zakresu geofizyki, grawimetrii i geodezji. Od 1946 członek korespondencyjny Akademii Nauk ZSRR.
Absolwent Uniwersytetu Moskiewskiego (1936). Opracował teorię pomiaru ziemskiego pola grawitacyjnego na potrzeby geodezji. Jako pierwszy w ZSRR skonstruował grawimetr. Opracował pierwszy model quasigeoidy. Opracował popularną trzyparametrową transformację pomiędzy układami współrzędnych umożliwiającą przeliczanie współrzędnych z dokładnością 0,03” w wypadku współrzędnych geograficznych (φ, λ) oraz 0,5 m w przypadku wysokości h. W oparciu o quasigeoidę Mołodienskiego zdefiniowano układ wysokościowy Kronsztad, będący częścią państwowego systemu odniesień przestrzennych w Polsce.

## Nagrody i wyróżnienia
- Nagroda Stalinowska drugiego stopnia (1946)
- Nagroda Stalinowska trzeciego stopnia (1951)
- Nagroda Leninowska (1963)